# メス＝ル＝コント
メス＝ル＝コント （Metz-le-Comte、ニヴェルネ語:Ma）は、フランス、ブルゴーニュ＝フランシュ＝コンテ地域圏、ニエーヴル県のコミューン。

## 地理

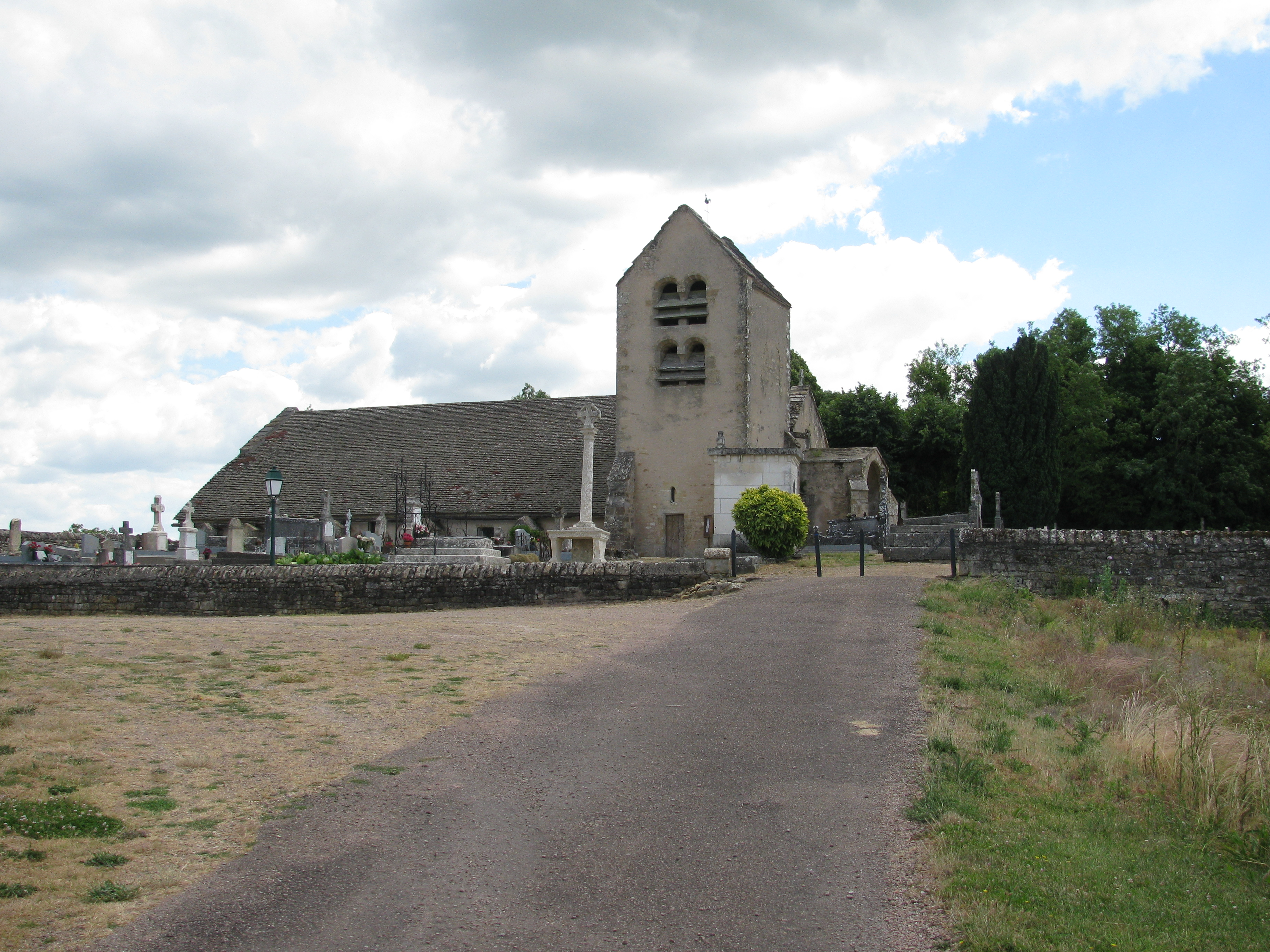
ノートルダム・ド・アソンプション教会

ヨンヌ川とその支流アルマンス川の間に位置する。メス＝ル＝コントとシャンパーニュ集落は、12世紀ロマネスク様式のノートルダム・ド・アソンプション教会がある通称モンターニュ（山）によって隔てられている。

## 歴史
中世初期からこの地は封土であった。880年に激しい戦いの末にブルグント公国がこの地を獲得した。要塞城のメール城は、ヌヴェール伯爵家発祥の地である。
1590年、リーグ派が町を攻略したが、ヌヴェール公ルイ・ド・ゴンザーグは町を取り戻し、城壁を解体させた。
フランス革命後の国民公会時代（1792年-1795年）、町はメス＝ラ＝モンターニュ（Metz-la-Montagne）と改名させられていた。

## 経済
農業中心であり、ウシの飼育とムロン種で作られるワインが有名である。

## 人口統計
| 1962年 | 1968年 | 1975年 | 1982年 | 1990年 | 1999年 | 2006年 | 2014年 |
| ------ | ------ | ------ | ------ | ------ | ------ | ------ | ------ |
| 244    | 237    | 189    | 173    | 168    | 165    | 190    | 164    |

参照元:1962年から1999年までは複数コミューンに住所登録をする者の重複分を除いたもの。それ以降は当該コミューンの人口統計によるもの。1999年までEHESS/Cassini、2006年以降INSEE。